# Johanneszeche (Wunsiedel)
Johanneszeche ist ein Gemeindeteil der Kreisstadt Wunsiedel im Landkreis Wunsiedel im Fichtelgebirge (Oberfranken,  Bayern). Das Dorf liegt sechs Kilometer östlich der Kernstadt. Im Jahr 2000 lebten in Johanneszeche 21 Personen.

## Verkehrsanbindung
Von Wunsiedel führt die Staatsstraße 2665 östlich in Richtung Thiersheim und zur Bundesautobahn 93. An der dort abgebauten Bahnstrecke Holenbrunn–Selb gab es einen Haltepunkt namens Johanneszeche.

## Geschichte
In den Gruben der Johanneszeche wurde seit dem Jahr 1542 Speckstein (Steatit) abgebaut. 1810 ging die Grube in den Besitz des bayerischen Staates über, ab 1857 betrieben verschiedene Unternehmen den wirtschaftlichen Abbau. Heute erinnern nur noch wenige Grubenbaue und Halden an den einst blühenden Bergbau.